# Arabsat-6A
Arabsat-6A es un satélite de comunicaciones operado por Arabsat y propiedad de la Liga de los Estados Árabes. El satélite fue lanzado con éxito por Falcon Heavy de SpaceX el 11 de abril de 2019 a las 6:35 p. m. EDT y alcanzó la órbita a las 7:09 PM EDT.
Especificación
Arabsat-6A y SaudiGeoSat-1 / HellasSat-4 son los dos satélites del programa Arabsat-6G. Estos dos satélites son los satélites de comunicaciones comerciales más avanzados jamás construidos por Lockheed Martin, y se basan en un bus A2100 actualizado y utilizan la nueva tecnología de paneles solares.
Arabsat-6A se posicionará en una órbita geoestacionaria que proporcionará televisión, internet, teléfono y comunicaciones seguras a clientes en Medio Oriente, África y Europa.